# Cunedda

Cunedda ap Edern o Cunedda Wledig (fl. siglo V) fue un importante líder galés y el antecesor de los reyes de Gwynedd.

## Contexto y vida
El nombre Cunedda deriva de la palabra britana *kunodagos, que significa 'buen líder'. Su genealogía se remonta a Padarn Beisrudd, que se traduce literalmente como Paternus de la Túnica Escarlata. Una interpretación tradicional identifica a Padarn con un oficial romano o britano romano de alto rango al mando de las tropas de Votadini acantonadas en la región de Clackmannanshire, en Escocia, en torno a la década de 380 por el emperador Magno Maximo. Otra hipótesis es que hubiera sido un jefe de las tribus de la frontera al que Roma le habría dado rango militar, práctica atestiguada en las fronteras del imperio en la misma época. En cualquier caso, el cargo de Padarn habría sido asumido a su muerte por su hijo Edern y por Cunedda con posterioridad.
Cunedda dirigió a los Votadini en las operaciones para evitar las incursiones de pictos y gaélicos al sur del Muro de Adriano. Poco después, las tropas de Cunedda fueron trasladas al norte de Gales para defender la región de invasiones irlandesas, especialmente de los Uí Liatháin, según se cuenta en la Historia Brittonum. Cunedda se estableció en Gales en el territorio de los Venedoti, que se convertiría en el centro del futuro reino de Gwynedd. Se han sugerido dos explicaciones para estas acciones: o bien Cunedda estaba actuando siguiendo las instrucciones de Maximus o alguno de sus sucesores, o de Vortigern, el rey supremo de los britanos tras el abandono de Roma. Las fechas de estas acciones entre finales de la década de 370 a finales de la década de 440, lo que hace más probable que las órdenes hubieran venido de Vortigern.
La sugerencia de que Cunedda estuviera siguiendo instrucciones de Roma ha sido desafiada por varios historiadores. David Dumville considera que el posible traspaso de Cunedda como foederati desde Escocia a Gales hubiera sido imposible dada la situación política de la zona. Teniendo en cuenta que Maximus había muerto a finales de 388 y que Constantino III había abandonado Gran Bretaña con las últimas legiones en 407, es dudoso que Roma tuviera alguna influencia sobre los Votadini.
Maximus (o sus sucesores) podrían haber encomendado el control de las fronteras britanas a jefes locales; con la evacuación del fuerte de Chester a finales de la década de 370, las opciones de Roma para controlar la región habrían sido casi nulas. Dado que los hallazgos arqueológicos indican la existencia de asentamientos irlandeses en la península de Lleyn parece difícil considerar la presencia de efectivos romanos o britanos en defensa de Gales.
Otros académicos han argumentado que pudo haber sido Vortigern el que, tras adoptar elementos de la organización romana, ordenara el desplazamiento de los Votadini al sur, al igual que habría invitado a colonos sajones para proteger otras partes de la isla. De acuerdo a esta versión de los acontecimientos, Vortigern habría instruido a Cunedda y sus hombres para repeler las incursiones de los irlandeses antes de 442, año en que los aliados sajones de Vortigern se rebelaron contra él.
El supuesto nieto de Cunedda Maelgwn Gwynedd fue contemporáneo de Gildas, y según los Annales Cambriae murió en 547. La fiabilidad de las antiguas genealogías galesas ha sido puesta en duda, y muchas de las afirmaciones relativas al número e identidad de los descendientes de Cunedda no aparecen hasta el siglo X. No obstante, si aceptamos esta información como válida, esto nos situaría a mediados del siglo V.

## Descendientes
Probablemente por su fuerza, valor y capacidad para reunir las fuerzas britano-romanas de la región, Cunedda consiguió finalmente un ventajoso matrimonio con Gwawl, hija de Coel Hen, el gobernador britano-romano de Eboracum (actual York) con la que se dice que tuvo nueve hijos, fundadores epónimos de pequeños reinos:
- Tybion, el mayor, muerto en Gododdin antes de la migración de su familia al sur y padre de Meirion, el fundador del reino de Meirionydd;
- Oswael, el segundo, fundador de Osmaeliog;
- Rhufen, el tercero, fundador de Rhufoniog;
- Dunod, el cuarto, fundador de Dunoding;
- Ceredig, el quinto, fundador de Ceredigion;
- Afloeg, el sexto, fundador de Afflogion;
- Einion Yrth, el séptimo, su sucesor;
- Dogfael, el octavo, fundador de Dogfeiling;
- Edern o Edeyrn, el noveno, fundador de Edeirnion.

Debe tenerse en cuenta, no obstante, que no está claro si los nombres de los territorios derivan de personas reales o si, en cambio, fueron las personas las que, al recopilarse las listas reales en el siglo X, se denominaron convenientemente como modo de reforzar la legitimidad de la dinastía reinante en Gwynedd.

## Allt Cunedda
La colina de Cunedda o Allt Cunedda cerca de Cydweli en Carmarthenshire está posiblemente asociada con este Cunedda y sugiere que sus campañas contra los irlandeses se extendieron desde Gwynedd hasta el suroeste de Gales. Excavaciones de aficionados durante el siglo XIX rebelaron la existencia de un castro de la Edad de Hierro y de varias cistas de piedra conservando los esqueletos de varios hombres de formidables proporciones físicas. Al menos uno de ellos fue encontrado en posición sentada, y otro enterrado bajo un enorme "escudo" de piedra, que aparentemente falleció de una herida en la cabeza. Los huesos parece ser que fueron enviados a varios museos, perdiéndose en los traslados. Uno de los tumulos era conocido localmente como Banc Benisel y era considerado como la tumba de Sawyl Penuchel, un legendario rey de los Britanos de finales de la Edad del Hierro en Gran Bretaña. Su sobrenombre Penuchel o Ben Uchel significa cabeza alta, quizás en referencia a su altura. Según la Vida de San Cadoc, un rey llamado Sawyl Penuchel tenía su corte en Allt Cunedda. Por otra parte, Geoffrey de Monmouth, en su Historia Regum Britanniae (1136), usa el nombre de Samuil Penessil para un legendario rey prerromano de Gran Bretaña, precedido por Redechius y sucedido por Pir de los britanos. Si este es el mismo rey y la historia de Cadoc es sólo la revisión de un recuerdo ancestral, este es un hombre diferente del mismo nombre, o simplemente un error por parte del autor de la Vida, no está claro.
Muchas de las evidencias arqueológicas fueron destruidas descuidadamente por la expedición de J. Fenton de 1851 y desconocemos si todos los grandes hombres enterrados en el lugar eran contemporáneos o hubo sucesivos enterramientos con algún tipo de significado. La conexión con Cunedda invita a especular si el propio Cunedda pudo haber sido enterrado aquí; un lugar cuya notoriedad pudo haberse mantenido durante el periodo romano hasta alcanzar la Edad oscura. Los recuerdos ancestrales de las gentes que vivían cerca de Allt Cunedda y que fueron recogidos por los anticuarios victorianos sugieren un respeto por este emplazamiento de importancia histórica.